# Spinicallianassa acutirostella
Spinicallianassa acutirostella is een tienpotigensoort uit de familie van de Callianassidae. De wetenschappelijke naam van de soort is voor het eerst geldig gepubliceerd in 1988 door Sakai.